# Matteo Milan
Matteo Milan (* 22. Januar 2003 in Tolmezzo) ist ein italienischer Radrennfahrer, der auf der Straße aktiv ist.

## Sportlicher Werdegang
Mit dem Wechsel in die U23 wurde Milan zur Saison 2022 Mitglied im italienischen UCI Continental Team Friuli ASD, für das er zwei Jahre an den Start ging. Seine einzige Top-10-Platzierung in dieser Zeit war der achte Rang im Prolog zur Tour of Szeklerland 2023.
Zeitgleich mit dem Wechsel seines Bruders Jonathan zum Team Lidl-Trek wechselte auch Matteo Milan 2024 zu Lidl-Trek, wo er zunächst im Development Team eingesetzt wird. Beim Flèche du Sud 2024 stand er als Etappendritter erstmals auf dem Podium eines internationalen Rennens. Seinen ersten internationalen Sieg erzielte er mit dem Gewinn der Poreč Classic 2025.

## Familie
Matteo Milan ist der jüngere Bruder des Radrennfahrers Jonathan Milan.

## Erfolge
2022
- Mannschaftszeitfahren Giro della Regione Friuli Venezia Giulia

2025
- Poreč Classic
- eine Etappe Alpes Isère Tour